# Služba vnější rozvědky

Vlajka Služby vnější rozvědky

Pečeť Služby vnější rozvědky

Služba vnější rozvědky (rusky Служба Внешней Разведки – Služba Vněšněj Razvedki, zkracováno SVR) je hlavní zpravodajská služba Ruské federace zaměřená do zahraničí. Je nástupcem sovětské První hlavní správy KGB a vznikla v prosinci roku 1991.
Pracuje v součinnosti s vojenskou rozvědkou GRU a zodpovídá se přímo prezidentovi Ruské federace.